# Tweed River (Tasmansee)
Der Tweed River ist ein Fluss im äußersten Nordosten des australischen Bundesstaates New South Wales.

## Namensherkunft
Der Tweed River wurde nach dem gleichnamigen Fluss in Schottland benannt. Obwohl der Fluss einige Kilometer südlich der Grenze zwischen New South Wales und Queensland verläuft, bezeichnet man mit „nördlich des Tweed River“ Leute und Orte in Queensland, wogegen „südlich des Tweed River“ in Queensland ein Ausdruck für Leute und Orte in den südlichen Staaten Australiens ist. Der Ausdruck stammt vermutlich von den Ferienfahrten der Einwohner von New South Wales und Victoria entlang dem Pacific Highway an der dramatischen Küste im Norden von New South Wales entlang. Die Fernstraße überquert viele Flüsse in ihrem Verlauf, wovon der Tweed River der letzte vor Erreichen der Ferienorte an der Gold Coast, unmittelbar nördlich der Grenze, ist.

## Geographie
Das Einzugsgebiet des Flusses umfasst im Wesentlichen die Erosionscaldera des Tweed Volcano, eines riesigen, erloschenen Vulkans, dessen Magmakegel der Mount Warning ist. Die Gesamtfläche des Einzugsgebietes beträgt 1.080 km², welches durch die McPherson Range, die Burringbar Range, die Condong Range und die Tweed Range begrenzt wird.
Der Fluss entspringt nordöstlich des Dorfes Lillian Rock. Danach durchfließt er die Dörfer Kunghur, Terragon und Uki. Südlich des Mount Warning mündet der Doon Doon Creek von Süden. Er wird im Clarrie-Hall-Stausee gestaut. Der Barill Creek mündet von Norden her nahe Terragon. Weiter flussabwärts stoßen der Korrumbyn Creek und der größere Oxley River bei Byangum dazu. Danach fließt der Tweed River durch Murwillumbah.
Bei Tumbulgum mündet  der Rous River in den Tweed River. Nur 2 Kilometer vor der Mündung des Flusses in die Tasmansee mündet noch der Terranora Creek ein. Der Fluss erreicht bei Tweed Heads die Tasmansee. Sein Ästuar, der bereits oberhalb von Murwillumbah beginnt, ist ein wichtiger Lebensraum für Wasservögel.

### Nebenflüsse mit Mündungshöhen
Nebenflüsse des Tweed River sind:
- Byrill Creek – 43 m
- Doon Doon Creek – 33 m
- Rolands Creek – 25 m
- Smiths Creek – 24 m
- Korrumbyn Creek – 23 m
- Oxley River – 7 m
- Dunbible Creek – 4 m
- Rous River – 2 m
- Teranora Creek – 0 m

### Mündung
An der Mündung des Tweed River gibt es ein Sandtransportsystem. Ein Wellenbrecher am Nordende des Letitia Spit sammelt den Sand, der dann unter der Flussmündung hinweg zu den Stränden im Nachbarstaat Queensland gepumpt wird. Die Auslässe des Sandtransportsystems liegen am Duranbah Beach, bei Snapper Rocks East, bei Snapper Rocks West, am Greenmount Beach und in Kirra. Die etwa 150 Meter breite Mündung wird zudem regelmäßig ausgebaggert.

## Klima und Vegetation
Im Tal des Tweed River herrscht ein mildes, subtropisches Klima. Hohe jährliche Regenmengen machen den vulkanischen Boden fruchtbar. Früher war das Tal mit subtropischem Regenwald bewachsen, der aber heute zum größten Teil abgeholzt ist. Einige Reste davon findet man noch in den Nationalparks und anderen Schutzgebieten. Das Tiefland am Fluss entlang wird zum Anbau von Zuckerrohr und anderen Feldfrüchten genutzt.

## Verwaltung, Veranstaltungen und Tourismus
Die umgebende Local Government Area Tweed Shire ist nach dem Fluss benannt.
Jährlich finden verschiedene Veranstaltungen auf dem Fluss statt. Sein Unterlauf ist als gutes Fischwasser bekannt. Darüber hinaus gelten Bootfahren, Rudern und Wasserskilaufen als beliebte Freizeitbeschäftigungen auf dem Fluss.